# Last Night When We Were Young
Last Night When We Were Young ist ein Popsong, den Harold Arlen (Musik) und E. Y. Harburg (Text) verfassten und 1928 veröffentlichten. Er entwickelte sich zum Jazzstandard.

## Hintergrund
Arlen bezeichnete Last Night When We Were Young als einen seiner Lieblingssongs. Das Lied wurde erstmals im Oktober 1935 von Lawrence Tibbett aufgenommen und fand Verwendung in dem Film  Metropolitan. Alec Wilder hielt ihn für „einen sehr bemerkenswerten und schönen Song“, der „über die Grenzen der populären Musik“ hinausreiche.

## Erste Aufnahmen und spätere Coverversionen
Judy Garland hatte Last Night When We Were Young in ihrem Bühnenrepertoire und nahm den Song zwei Mal auf. Zu den Musikern, die den Song ab 1955 coverten, gehörten Stan Kenton, Carmen McRae, The Hi-Lo’s, Jimmy Raney, Peggy Lee, Art Farmer, Frank Strozier, Al Viola, Bernard Peiffer, Cal Tjader, Clifford Jordan und Margaret Whiting. Der Diskograf Tom Lord listet im Bereich des Jazz insgesamt 140 (Stand 2016) Coverversionen,  unter denen die Aufnahmen von Tony Bennett, Kenny Burrell, Charlie Byrd, Bill Charlap, Frank Sinatra (In the Wee Small Hours 1955), Tierney Sutton, Sarah Vaughan und Phil Woods hervorzuheben sind.